# Tuszkowy
Tuszkowy (dawniej Staskowo; dodatkowa nazwa w j. kaszub. Tuszkòwë; niem. Tuschkau, dawn. Tuszki) – wieś kaszubska na Pojezierzu Kaszubskim w Polsce położona w województwie pomorskim, w powiecie kościerskim, w gminie Lipusz nad jeziorem Ostronko, oddalona o 7 km od Lipusza. W skład sołectwa wchodzą: Dębowa Góra, Szczeblewo, Jasna Gwiazda, Bartkowa Stajnia, Zielony Dwór, Tuszkowy Wybudowanie, Nowy Dwór, Bytówka, Czajkowe Błota, Czysta Woda.
Wieś królewska położona była w II połowie XVI wieku w powiecie mirachowskim województwa pomorskiego. W latach 1975–1998 miejscowość administracyjnie należała do województwa gdańskiego.

## Części wsi
| SIMC    | Nazwa   | Rodzaj    |
| ------- | ------- | --------- |
| 0166433 | Bytówka | część wsi |

## Z kart historii
Podczas okupacji niemieckiej miała tu miejsce akcja pacyfikacyjna gestapo mająca na celu zatrzymanie ludności udzielającej pomocy partyzantom Gryfa Pomorskiego.
We wsi Tuszkowy w latach 1944–45 stacjonował pancerny poligon Waffen SS, dla wojsk litewskich, łotewskich, estońskich, sporadycznie białoruskich. Ludność została przesiedlona do wsi w kierunku Bytowa.